# Teicophrys halffteri
Teicophrys halffteri is een rechtvleugelig insect uit de familie Episactidae. De wetenschappelijke naam van deze soort is voor het eerst geldig gepubliceerd in 1955 door Bolívar & Coronado.